# Quiina decaisneana
Quiina decaisneana là một loài thực vật có hoa trong họ Ochnaceae. Loài này được Planch. & Triana miêu tả khoa học đầu tiên năm 1861.